# Nationalparks in Uganda
Die bekanntesten Nationalparks Ugandas sind der Queen-Elizabeth-Nationalpark, der Ruwenzori-Nationalpark und der Murchison Falls National Park. Weitere Parks und Wildreservate sind
- im Südwesten: der Mgahinga-Gorilla-Nationalpark, der Bwindi-Nationalpark, das Kyambura-Wildreservat, der Lake-Mburo-Nationalpark, der Katohga-Nationalpark, der Semliki-Nationalpark und der Toro-Nationalpark sowie der Kibale-Nationalpark (ein Primaten-Reservat);
- im Nordwesten: der Murchison Falls National Park, das Aswa-Lolim-Wildreservat und das Ajai-Wildresevat;
- im Osten (von Süden nach Norden aufsteigend): der Mount-Elgon-Nationalpark, das Pian-Upe-Wildreservat, das Bokora-Wildreservat, das Matheniko-Wildreservat und der Kidepo-Valley-Nationalpark.

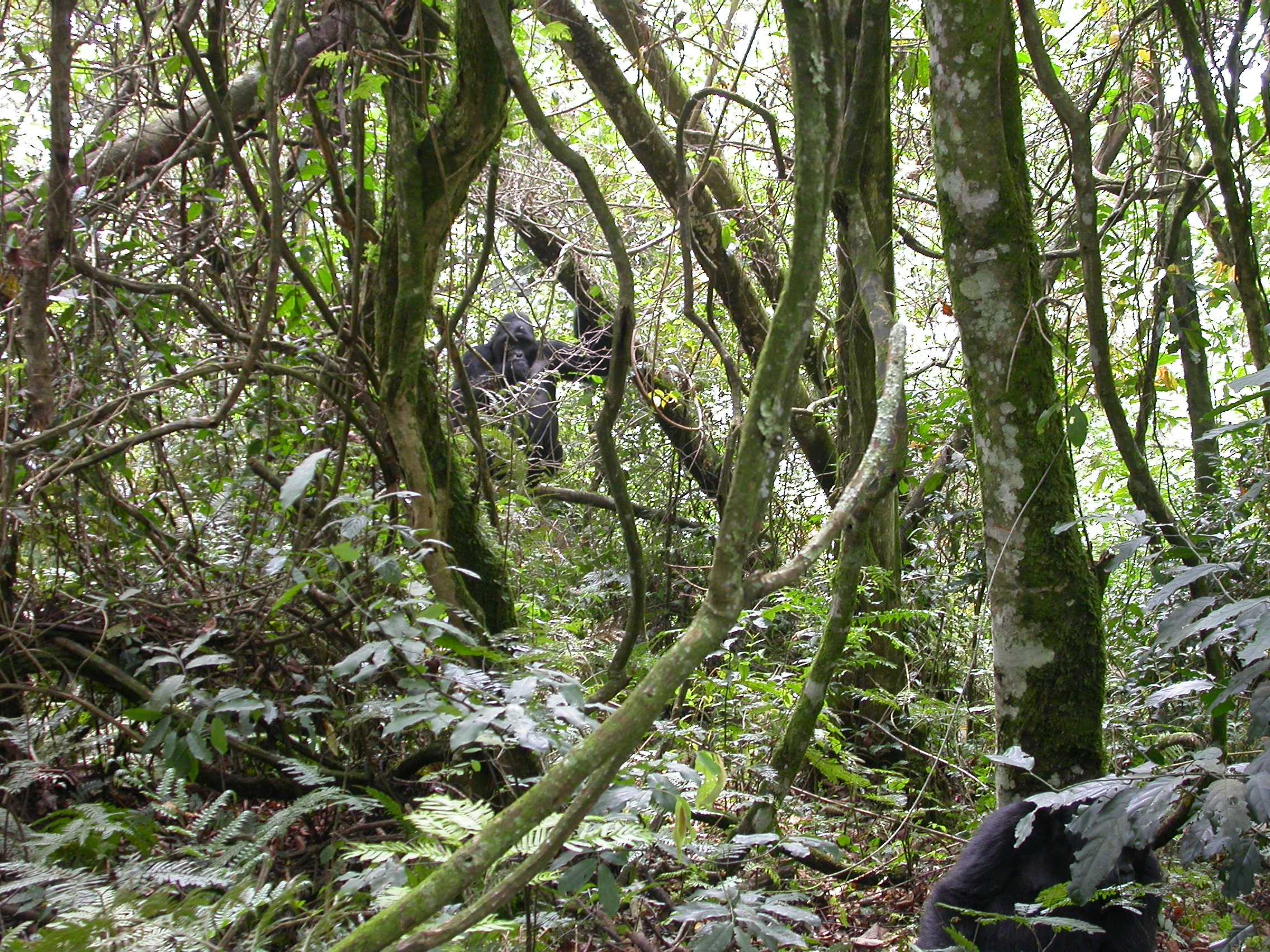
Berggorilla im Bwindi-Nationalpark

## Bwindi Impenetrable National Park
In diesem Waldland-Schutzgebiet kommen Berggorillas, Elefanten, Schimpansen und andere Affen-Arten und verschiedene Klein-Antilopen vor. Die bedrohten Berggorillas sind in Uganda außerdem noch im Mgahinga-Gorilla-Nationalpark geschützt.

## Kibale-Nationalpark
Der Kibale-Nationalpark hat seinen Namen vom Kibale-Wald. Dieser Wald ist einzigartig in Bezug auf seinen Artenreichtum und seine Populationsgröße an Primaten. Beispielsweise leben hier über tausend Schimpansen. Einige von ihnen können von Besuchern beobachtet werden. Neben dem schwarz-weißen Guereza kommt auch der Rote Guereza dort vor. Auch Waldelefanten leben dort. Der Kibale-Wald war von Abholzung und Besiedlung bedroht. Nun ist er ein Anziehungspunkt für Touristen.

## Murchison-Falls-Nationalpark
Dieser Nationalpark im Nordwesten des Landes umfasst die größte geschützte Einzelfläche Ugandas. Das Grasland bevölkern Löwen, Afrikanische Büffel, Elefanten, Uganda-Kobs (eine in Uganda verbreitete Antilopenart) und als Besonderheit die seltene Uganda-Giraffe (auch: Rothschild-Giraffe). Namensgebend für den Park ist der Murchison-Wasserfall: Dort stürzt der Nil in imposanter Weise über eine Stufe. Im und am Fluss leben Nilkrokodile (die sich unter anderem von Tieren ernähren, die Opfer des Wasserfalls wurden), Flusspferde und viele Vögel.

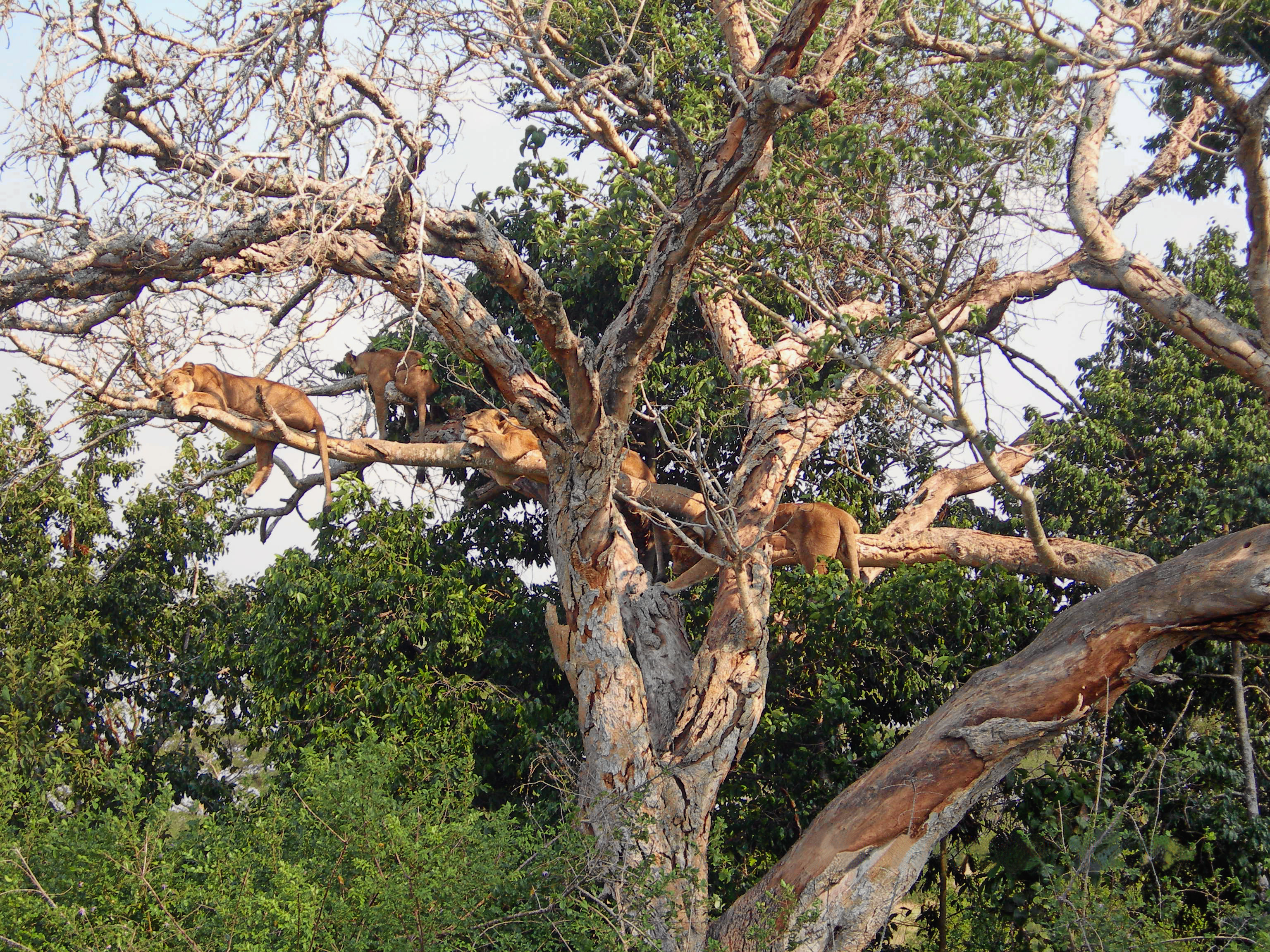
„Baumlöwen“ im Queen-Elizabeth-Nationalpark

## Queen-Elizabeth-Nationalpark
Der Queen-Elizabeth-Nationalpark liegt im Süden Ugandas am Lake Edward und Lake George. Bekannt ist die „Mweya Lodge“ am „Kazinga Kanal“. Dort lassen sich vor allem Flusspferde und Pelikane, aber auch verschiedene Eisvögel, Schreiseeadler, Goliathreiher, Defassa-Wasserböcke, Afrikanische Büffel, Elefanten, Löwen und Zebra-Mangusten beobachten. Akazien und Kandelaber-Wolfsmilch prägen die Pflanzenwelt. Im Maramagambo-Wald finden sich auch verschiedene Affen-Arten und Riesen-Waldschweine, im Süden des Parks kann man Kronen-Kraniche, die Wappenvögel Ugandas, und Topis beobachten. Die dort lebenden Löwen haben die Angewohnheit, in Bäume zu klettern. Interessant ist auch die „Crater Area“, dort herrscht Grasland vor.

## Rwenzori-Mountains-Nationalpark

Landschafts-Eindruck aus der Ruwenzori-Region, Südwest-Uganda

Das bis zu 5109 m hohe ostafrikanische Ruwenzori-Gebirge (im Englischen Rwenzori geschrieben) befindet sich direkt auf der Grenze der Demokratischen Republik Kongo und Uganda. 1994 wurde dessen einzigartige Landschaft von der UNESCO zum Weltnaturerbe erklärt. Nach den hunderte Kilometer entfernten Bergmassiven Kilimandscharo (898,5 km; südöstlich) und Mount-Kenya-Massiv (810 km; östlich) ist das Ruwenzori-Gebirge mit dem Margherita Peak die dritthöchste Erhebung Afrikas. Von diesen dreien ist es das mächtigste. Es ist zudem eines von drei Gebirgen des Kontinents, dessen höchste Gipfelregionen stark vergletschert sind, obwohl es in den tropisch-heißen Regionen liegt. Neben diesen Gletschern beherbergt das felsige Gebirge Firn- und Schneefelder, reißende Gebirgsflüsse, Gebirgsseen und eine üppige Vegetation, die in den tieferen Gebirgsregionen in den unberührten tropischen Regenwald übergeht.
Das Ruwenzori-Gebirge stellt einen wichtigen, artenreichen Lebensraum dar. Bedingt durch das feucht-heiße Klima hat sich nicht nur in den unteren Regionen der Gebirgswelt eine einzigartige Natur entwickelt, in der ungezählte Pflanzenarten gedeihen. Viele von ihnen weisen einen prachtvollen Wuchs auf – sie werden zumeist größer als anderswo. Auch der Bedeckungsgrad des Bodens mit Pflanzen ist enorm. Die Waldgrenze befindet sich erst in etwa 3700 bis 4000 m Höhe. Moose, Farne, Bambus, baumhohe Erica-Gewächse, Tussockgras, Lobelien-Arten wie Lobelia wollastinii und an Palmen erinnernde Kerzenschopfbäume (Senecio nivalis) wachsen an den Flanken, in den Mooren, entlang der Sturzbäche und Flüsse und der Seen des Ruwenzori.
In der Gebirgswelt leben Tausende Tierarten, die teils bis in die Gipfelregionen vordringen. Nördlich des Eduard-Sees, also an den südlichen Ausläufern des Ruwenzori-Gebirges wurde Ende des 19. Jahrhunderts erstmals das Okapi gesichtet bzw. entdeckt. Weitere Tierarten sind Afrikanischer Elefant, Riedbock, Buschböcke, Kob, Meerkatzen, Riesenwaldschweine, Schimpansen, Stummelaffen (Guerezas), Nektarvögel, Afrikanischer Büffel und Leopard.

## Kidepo-Valley-Nationalpark
Im äußersten Nordosten Ugandas liegt der aus mehreren Gründen selten besuchte Kidepo-Valley-Nationalpark. Es handelt sich um Trockensavanne. Deren Fauna findet man sonst in Uganda kaum oder gar nicht. Der Große Kudu und der Gepard sind ständige Bewohner, während Elefantenherden und Herden Afrikanischer Büffel bei der Suche nach temporären Wasserstellen den sonst trockenen Park aufsuchen.

## Lake-Mburo-Nationalpark
Diese mit Akazien bestandene Savannen-Landschaft birgt einige Seen, die von Sümpfen umgeben sind. Die Feuchtgebiete sind bekannt dafür, dass dort viele Vögel vorkommen. In den Savannen leben Zebras, Warzenschweine, Afrikanische Büffel, Impalas und zahlreiche andere Graslandarten, darunter auch die letzte in Uganda zu findende Population der Elen-Antilope, der größten Antilopenart.
Die Nähe zur Hauptstadt Kampala ist für manche Beobachter von Vorteil.

Eingang zum Mgahinga-Gorilla-Nationalpark

## Mgahinga-Gorilla-Nationalpark
Die Hauptattraktion dieses Parks sind Berggorillas, die außerdem auch im Bwindi-Nationalpark geschützt sind. Der Mgahinga-Gorilla-Nationalpark umfasst den in Uganda liegenden Anteil der Virunga-Vulkane. Neun einzeln stehende, bewaldete und aktive Vulkane bilden die Virungas, in denen das Dreiländereck zwischen Uganda, Ruanda und der DR Kongo liegt.

## Mount-Elgon-Nationalpark
Der Mount-Elgon-Nationalpark liegt an der Grenze nach Kenia nahe Mbale. Der Mount Elgon (4321 Meter über dem Meeresspiegel) befindet sich genau im Grenzgebiet. Einige der Gipfel dieses ehemaligen Vulkans liegen in Kenia, von dort ist auch bekannt, dass Elefanten von weit her kommen, in eine Höhle eindringen und im Dunkeln salzige Erde fressen.
Ein Mosaik aus Grasland, Mooren und Bergregenwald prägt den Charakter dieser Landschaft.

## Semliki-Nationalpark
Der Semliki-Nationalpark liegt am nördlichen Fuß des Ruwenzori-Gebirges und umfasst einen Ausläufer des Ituri-Regenwaldes, dessen größter Teil in der Demokratischen Republik Kongo liegt. Dort kommen für das Kongobecken typische Vogelarten vor, die es sonst nicht in Uganda gibt. Das nahe gelegene Semliki-Wildreservat erstreckt sich bis zum Albertsee. Dort kann man den Schuhschnabel beobachten, falls man diesen gut getarnten und meist unbeweglichen Vogel entdeckt.

## Wildreservate
- Kyambura-Wildreservat
- Aswa-Lolim-Wildreservat
- Ajai-Game-Wildresevat
- Pian-Upe-Wildreservat
- Bokora-Wildreservat
- Matheniko-Wildreservat